# Argasari (Cihideung)
Argasari is een bestuurslaag in het regentschap Kota Tasikmalaya van de provincie West-Java, Indonesië. Argasari telt 11.886 inwoners (volkstelling 2010).